# Nordic Opening
Le Nordic Opening est une compétition de ski nordique créée en 2010 et dont les premières éditions ont lieu  en Finlande, à Ruka (Kuusamo). Disputée chaque année le dernier week-end du mois de novembre, son rôle est de marquer le début de la saison hivernale. Cependant ce n'est pas tout le temps l'épreuve d'ouverture de la coupe du monde.
Cette compétition se déroule sous la forme d'un « mini-tour », à l'instar du Tour de ski et des Finales de la Coupe du monde, de trois jours composé de trois étapes : un sprint, une course en individuel, puis une poursuite à handicap.

## Programme
| Saison | Site           | Remarques          |
| ------ | -------------- | ------------------ |
| 2010   | Ruka (Kuusamo) | Ruka Triple        |
| 2011   | Ruka (Kuusamo) | Ruka Triple        |
| 2012   | Ruka (Kuusamo) | Ruka Triple        |
| 2013   | Ruka (Kuusamo) | Ruka Triple        |
| 2014   | Lillehammer    | 3-Days Tour        |
| 2015   | Ruka (Kuusamo) | Ruka Triple        |
| 2016   | Lillehammer    | 3-Days Tour        |
| 2017   | Ruka (Kuusamo) | Ruka Triple        |
| 2018   | Lillehammer    | Lillehammer Triple |
| 2019   | Ruka (Kuusamo) | Ruka Triple        |
| 2020   | Ruka (Kuusamo) | Ruka Triple        |
| 2021   | Ruka (Kuusamo) | Ruka Triple        |

## Informations
Le vainqueur du classement général marque 200 points et les vainqueurs d'étapes marquent 50 points soit la moitié des points normalement attribués pour une victoire dans une étape de la Coupe du monde. Il y a donc un maximum de 350 points qui peuvent être marqués si un concurrent gagne toutes les étapes et le classement général.
| Place  | 1   | 2   | 3   | 4   | 5  | 6  | 7  | 8  | 9  | 10 | 11 | 12 | 13 | 14 | 15 | 16 | 17 | 18 | 19 | 20 | 21 | 22 | 23 | 24 | 25 | 26 | 27 | 28 | 29 | 30 |
| ------ | --- | --- | --- | --- | -- | -- | -- | -- | -- | -- | -- | -- | -- | -- | -- | -- | -- | -- | -- | -- | -- | -- | -- | -- | -- | -- | -- | -- | -- | -- |
| Points | 200 | 160 | 120 | 100 | 90 | 80 | 72 | 64 | 58 | 52 | 48 | 44 | 40 | 36 | 32 | 30 | 28 | 26 | 24 | 22 | 20 | 18 | 16 | 14 | 12 | 10 | 8  | 6  | 4  | 2  |

| Place  | 1  | 2  | 3  | 4  | 5  | 6  | 7  | 8  | 9  | 10 | 11 | 12 | 13 | 14 | 15 | 16 | 17 | 18 | 19 | 20 | 21 | 22 | 23 | 24 | 25 | 26 | 27 | 28 | 29 | 30 |
| ------ | -- | -- | -- | -- | -- | -- | -- | -- | -- | -- | -- | -- | -- | -- | -- | -- | -- | -- | -- | -- | -- | -- | -- | -- | -- | -- | -- | -- | -- | -- |
| Points | 50 | 46 | 43 | 40 | 37 | 34 | 32 | 30 | 28 | 26 | 24 | 22 | 20 | 18 | 16 | 15 | 14 | 13 | 12 | 11 | 10 | 9  | 8  | 7  | 6  | 5  | 4  | 3  | 2  | 1  |

## Palmarès

### Masculin
| Année | Vainqueur              | Deuxième               | Troisième           |
| ----- | ---------------------- | ---------------------- | ------------------- |
| 2010  | Aleksandr Legkov       | Dario Cologna          | Daniel Richardsson  |
| 2011  | Petter Northug         | Dario Cologna          | Eldar Roenning      |
| 2012  | Petter Northug         | Maxim Vylegzhanin      | Alexey Poltoranin   |
| 2013  | Martin Johnsrud Sundby | Maxim Vylegzhanin      | Aleksandr Legkov    |
| 2014  | Martin Johnsrud Sundby | Finn Hågen Krogh       | Sjur Røthe          |
| 2015  | Martin Johnsrud Sundby | Petter Northug         | Finn Hågen Krogh    |
| 2016  | Martin Johnsrud Sundby | Johannes Høsflot Klæbo | Matti Heikkinen     |
| 2017  | Johannes Høsflot Klæbo | Martin Johnsrud Sundby | Alexander Bolshunov |
| 2018  | Didrik Tønseth         | Sjur Røthe             | Emil Iversen        |
| 2019  | Johannes Høsflot Klæbo | Emil Iversen           | Iivo Niskanen       |
| 2020  | Johannes Høsflot Klæbo | Alexander Bolshunov    | Emil Iversen        |

### Féminin
| Année | Vainqueur       | Deuxième                 | Troisième                  |
| ----- | --------------- | ------------------------ | -------------------------- |
| 2010  | Marit Bjørgen   | Justyna Kowalczyk        | Charlotte Kalla            |
| 2011  | Marit Bjørgen   | Therese Johaug           | Vibeke Skofterud           |
| 2012  | Marit Bjørgen   | Justyna Kowalczyk        | Heidi Weng                 |
| 2013  | Marit Bjørgen   | Charlotte Kalla          | Therese Johaug             |
| 2014  | Marit Bjørgen   | Therese Johaug           | Heidi Weng                 |
| 2015  | Therese Johaug  | Stina Nilsson            | Ingvild Flugstad Østberg   |
| 2016  | Heidi Weng      | Ingvild Flugstad Østberg | Krista Pärmäkoski          |
| 2017  | Charlotte Kalla | Marit Bjørgen            | Ragnhild Haga              |
| 2018  | Therese Johaug  | Ebba Andersson           | Ingvild Flugstad Østberg   |
| 2019  | Therese Johaug  | Heidi Weng               | Astrid Uhrenholdt Jacobsen |
| 2020  | Therese Johaug  | Tatiana Sorina           | Ebba Andersson             |